# 勒镇
勒镇（法語：Rœulx，法語發音：[ʁø]）是法国上法蘭西大區北部省的一个市镇，属于瓦朗谢讷区。

## 地理
勒镇（50°18'34"N, 3°20'6"E）面积4.02 平方千米，位于法国上法蘭西大區北部省，该省份为法国最北部的省份及最长的省份，西北濒北海，西接加来海峡省，南至埃纳省和索姆省，东与比利时接壤。
与勒镇接壤的市镇（或旧市镇、城区）包括：埃科丹、阿布斯孔、布尚、卢尔什、马斯坦。

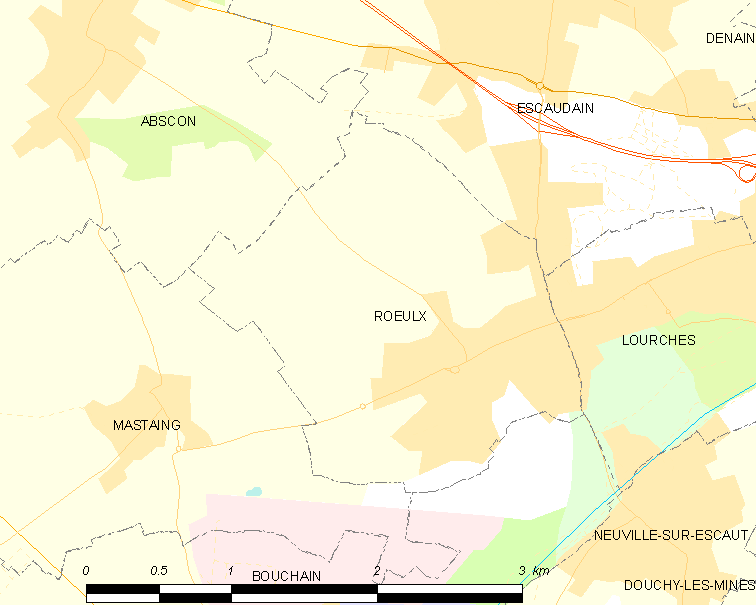
勒镇的OSM定位图

勒镇的时区为UTC+01:00、UTC+02:00（夏令时）。

## 行政
勒镇的邮政编码为59172，INSEE市镇编码为59504。

## 政治
勒镇所属的省级选区为德南县。

## 人口

1962-2008年间勒镇人口变化图示

勒镇于2022年1月1日时的人口数量为3767人。